# Glenea flavotransversevittata
Glenea flavotransversevittata är en skalbaggsart som beskrevs av Stefan von Breuning 1963. Glenea flavotransversevittata ingår i släktet Glenea och familjen långhorningar.
Artens utbredningsområde är Laos. Inga underarter finns listade i Catalogue of Life.